# Lamposaari (ö i Mellersta Finland, Saarijärvi-Viitasaari)
Lamposaari är en ö i Finland. Den ligger i sjön Summanen och i kommunen Saarijärvi i den ekonomiska regionen  Saarijärvi-Viitasaari och landskapet Mellersta Finland, i den centrala delen av landet, 280 km norr om huvudstaden Helsingfors. Öns area är 47,4 hektar och dess största längd är 1,3 kilometer i sydöst-nordvästlig riktning.